# گیزوناسا
گیزوناسا (به فرانسوی: Ghisonaccia) یک کمون در فرانسه است که در کرس شمالی واقع شده‌است.

## خصوصیات
گیزوناسا ۶۸٫۲۵ کیلومترمربع مساحت و ۳٬۵۱۵ نفر جمعیت دارد و ۱۶ متر بالاتر از سطح دریا واقع شده‌است.